# Långasand
Långasand est un village de Suède, dans la commune de Falkenberg et le comté de Halland. Le village avait une population de 143 habitants en 2005.
Gunnar Sträng, homme politique ayant plusieurs fois exercé la fonction de ministre entre 1946 et 1976, avait[Quand ?] une résidence secondaire dans le village.